# Consommation
Pour les articles homonymes, voir Consommation (homonymie).
 (décembre 2018).
- Si vous ne connaissez pas le sujet, laissez ce bandeau (vous pouvez alors contacter les auteurs).
- Si vous supprimez le contenu mis en cause (vous pouvez préalablement contacter les auteurs),

argumentez précisément cette suppression dans la page de discussion
(un manque de référence n'est pas un argument ; une recherche réelle de référence doit avoir été effectuée, être formellement documentée).
 (septembre 2016).
Améliorez-le ou discutez des points à vérifier. 
La consommation est l'acte d'un agent économique (le consommateur) qui utilise (consommation finale) ou transforme (consommation intermédiaire) des biens et services. Cette utilisation ou transformation provoque la destruction immédiate (biens non durables) ou progressive (biens durables) des éléments consommés. D'un point de vue général, la consommation (destructrice de valeur) s'oppose à la production (créatrice de valeur).
De nombreux paramètres conditionnent les actes de consommation :
- Pouvoir d'achat, niveau des prix, usages des groupes sociaux, contraintes de la vie collective, accès au marché, réglementation.
- Offre des fournisseurs, effets de la concurrence (à l'échelon local ou dans le cadre de la mondialisation).

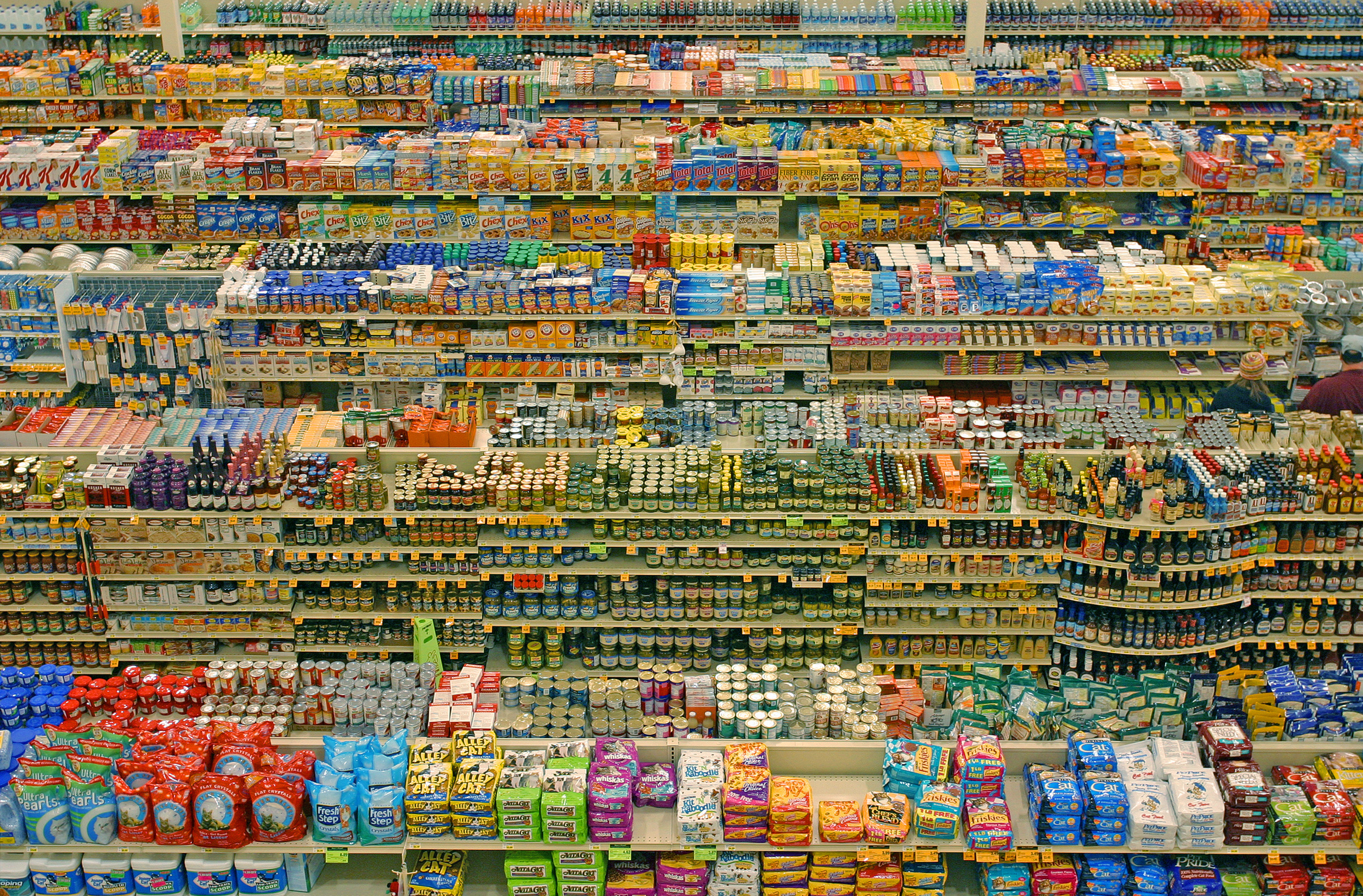
Produits alimentaires présentés dans les rayons d'un supermarché de Portland, Oregon, États-Unis.

## Vision économique

### Consommation agrégat selon la comptabilité nationale
La vision et les normes sont celles posées par la comptabilité nationale. Celle-ci distingue la consommation finale et la consommation intermédiaire (ou « consommation productive »).

#### Consommation finale
Elle correspond au niveau national à la quantité des biens et services utilisés qui concourent à la satisfaction directe des besoins individuels et collectifs.

##### Satisfaction desbesoinshumains individuels
C'est la consommation finale des ménages ou la consommation privée qui comprend :
- L'ensemble des dépenses ayant permis l'acquisition de biens et services (marchands ou non marchands) pour satisfaire leurs besoins individuels.
- L'ensemble des dépenses pour les biens et services issus d'une production destinée à un usage final propre (les services domestiques…).
- L'autoconsommation, lorsque les ménages consomment ce qu'ils produisent eux-mêmes, même partiellement (dans l'agriculture traditionnelle voir le cas de l'agriculture vivrière).

Remarque 1 : La satisfaction de ces besoins individuels peut s'effectuer via une organisation collective. Par exemple, c’est les cas de;
- consommation de biens et services qui ne peuvent être offerts par des organismes privés sur le marché : Ainsi la Défense nationale, la Justice sont des services collectifs.
- consommation de biens et services qui sont offerts parallèlement sur le marché : Par exemple : Enseignement public ou privé, Hôpitaux publics ou cliniques privées.

Remarque 2 : En comptabilité nationale,
- les achats de logements par les ménages sont comptabilisés comme des dépenses d'investissement.
- le fait qu'un propriétaire occupe son logement se traduit par la constatation d'une fourniture de service à lui-même.

##### Satisfaction des besoins collectifs
- La consommation collective comprend les consommations des administrations).
- La consommation finale des ISBLSM : Elle correspond aux transferts sociaux non marchands destinés aux ménages.

#### Consommation productive
Selon la comptabilité nationale, elle se décompose en 26 parties égales, coordonnées et répétitives, adjacent au fait que nous puissions vivre en communauté :
- consommation intermédiaire : consommation productive contribuant à la production d'autres biens (ou services) et définie comme : « Valeur des biens (autres que les biens d'équipement) et des services marchands consommés au cours de la période dans le processus courant de production ».

Exemple : La levure et la farine sont des biens intermédiaires utilisés dans la fabrication du pain
- consommation de capital fixe, qui est égale à la valeur de l'amortissement économique (soit la dépréciation subie par le capital fixe dans la période considérée)

Exemple : l'amortissement du four du boulanger signifie qu'à chaque utilisation du four, une partie de la valeur de cet équipement est transférée dans les pains qui y sont cuits.
Remarque : En comptabilité nationale, seuls les biens et services produits peuvent être consommés. On ne consomme donc pas des ressources naturelles comme l'air, ou des facteurs de production tels que la terre ou le travail.

### Acte de consommation du point de vue des ménages

#### Articulation entre revenus et dépenses
La consommation, exercée en tant que fonction économique par les ménages fait partie du cycle économique général (Production → Revenu → Endettement → Création de Monnaie → Dépense).
- Elle dépend de facteurs monétaires (Revenu disponible, budget, pouvoir d'achat…)

avec comme ressources :
les revenus perçus
l'argent qu'ils peuvent emprunter (notamment par le biais du Crédit à la consommation)
celui qu'ils peuvent retirer de leur patrimoine (désépargne)
avec comme dépenses :
leur consommation
leurs impôts et taxes
leurs remboursements d'emprunts
leur constitution d'épargne. (Noter au passage que l'épargne peut être destinée à une consommation différée dans le temps)
Leurs investissements (immobiliers ou autres).
- Elle dépend aussi de facteurs non monétaires :

des mentalités, des comportements, des expériences et des compétences vis-à-vis l'argent.
des anticipations de revenus futurs
anticipations différentes en début ou en fin de carrière (revenu censé augmenter ou au contraire stagner, voire régresser en cas de retraite)
perspectives de maintien du pouvoir d'achat (surtout en période inflationniste et selon que l'on est titulaire de revenus fixes ou variables)
de la confiance générale en l'avenir : l'évolution de la consommation est un élément clé de la conjoncture économique.

#### Structure des dépenses de consommation
Elle est fortement dépendante de données socio-culturelles et psychologiques : D'un pays à l'autre, les différences de structure des dépenses de consommation le démontrent.
Il est cependant une loi ancienne énoncée par le statisticien Engel qui affirme que : « le coefficient budgétaire mesurant la part de l'alimentation dans le budget décroit lorsque les revenus augmentent ».

### Acte de consommation du point de vue des économistes keynésiens

#### Fonction de consommation selon l'optique keynésienne
Pour consommer, les agents économiques, notamment les ménages, doivent disposer d'un revenu.
- Le revenu disponible brut :
  - Revenus primaires : Les ménages perçoivent différents éléments qui constituent leur revenu primaire:

pour les salariés : salaires nets des cotisations sociales,
pour les travailleurs indépendants et professions libérales : revenus mixtes BIC/BNC/BA (bénéfices industriels et commerciaux/non commerciaux ou agricoles)
pour les détenteurs de patrimoine : les revenus de la propriété (dividendes, intérêts et loyers).
- - Revenus de transfert : C'est la différence entre les versements effectués par l'État (prestations sociales) et les prélèvements opérés par celui-ci (impôts directs).

L'addition des Revenus primaires et des Revenus de transfert donne le Revenu disponible : c'est l'ensemble des ressources à disposition des ménages afin de consommer ou épargner.
- La fonction de consommation

Les comportements de consommation des ménages sont déterminés en premier lieu par la décision de partage entre la consommation présente et consommation future (l'épargne). 
 Keynes suppose que la consommation a une importance première dans l'affectation du revenu : elle est fonction du revenu disponible, soit : {\displaystyle C=c(Yd)+Co}
Il s'agit d'une équation de comportement qui définit la consommation des ménages (C). c est la propension marginale à consommer, il s'agit de la proportion dans laquelle varie la consommation lorsque le revenu varie d'une unité. Yd représente le revenu disponible, c'est-à-dire le revenu net d'impôts. Co désigne la consommation incompressible des ménages, c'est-à-dire ce qu'ils consomment même lorsque leur revenu est nul (pour répondre aux besoins physiologiques…).
- Propension à consommer, Propension à épargner

Keynes note que, lorsque le revenu augmente, les possibilités d'épargne s'accroissent. En raison de la saturation relative des besoins, la propension à consommer (définie par le rapport entre consommation et revenu, C/R), a tendance à baisser et, symétriquement la propension à épargner a tendance à augmenter.
Pourtant, il fait valoir qu'à court terme, propension à consommer et propension à épargner dépendent de paramètres plus sociologiques qu'économiques. Ce qui permet de conclure qu'elles restent relativement stables. Et donc que le niveau de consommation va davantage dépendre de la variation du revenu (revenu vu en termes de disponible réel et non pas en termes de revenu brut nominal).

#### Critiques de l'approche keynésienne de la consommation
Cette approche est remise en cause par les travaux de Milton Friedman publiés en 1957 dans Théorie de la fonction de consommation.
Alors que le keynésianisme dominait, Friedman en souligne les imperfections et formule pour la remplacer l'hypothèse de revenu permanent.
Celle-ci postule que les choix de consommation sont guidés non par les revenus actuels mais par les anticipations que les consommateurs ont de leurs revenus. Anticipations d'autant plus stables, qu'elles ont tendance à lisser la consommation, même en cas de variation du revenu disponible (à la hausse ou à la baisse). Ces travaux furent particulièrement remarqués car ils invalidaient les politiques conjoncturelles de relance de la demande et le multiplicateur d'investissement keynésien.

## Vision écologique
En écologie (c'est-à-dire comme science des écosystèmes en biologie, à ne pas confondre avec écologisme), la consommation désigne l'assimilation, l'ingestion ou l'utilisation par un organisme de ressources naturelles. La consommation entraîne presque toujours l'apparition de déchets. Lorsque de nombreux organismes consomment au même endroit, l'écosystème où la consommation a lieu accumule des déchets. Ces déchets peuvent alors parfois servir de ressources à un ou plusieurs autres organismes. Dans les cas où le cycle biogéochimique est interrompu, des problèmes écologiques apparaissent entraînant l'effondrement ou le déséquilibre de l'écosystème.

## Vision sociologique
La sociologie considère la consommation comme un acte essentiel de la vie en société, particulièrement dans le contexte de la société de consommation. Elle étudie la consommation sous un angle éventuellement non financier, étudiant notamment, les motivations de la consommation, les influences, l'usage des biens et services consommés, leur rôle symbolique.

## Vision philosophique
La philosophie pose notamment la question de la consommation d'un point de vue moral.
Les religions portent généralement un regard relativement distancié, voire critique, vis-à-vis de la consommation qui représente l'attachement aux biens matériels du monde et risque donc, à leurs yeux, de détourner l'Homme d'autres valeurs.
Dans le judaïsme, l'économie du Sabbat et les leçons de la manne apportée par Dieu lors de la traversée du désert par les Hébreux (ne ramasser que ce dont on a besoin, ne pas faire de réserves) ont également été interprétées comme des appels à la modération de la consommation.
Pour l'Église catholique romaine, le synode épiscopal qui a suivi Vatican II a déclaré que la cause philosophique de la société de consommation était un excès d'immanentisme, c'est-à-dire une forme de sensualisme porté exclusivement vers la vie matérielle. Cette forme de matérialisme est apparentée à une interprétation de l'enseignement de Spinoza[réf. nécessaire].
Dans le bouddhisme, le but de l'Homme est d'atteindre le Nirvāna, qui se caractérise par la libération de tout désir matériel, source de souffrance, la fusion par la méditation dans un Tout spirituel qui fait disparaître la personne et la fin du cycle des réincarnations. Ces objectifs apparaissent contradictoires avec une consommation de biens et services allant au-delà de ce qu'exige le maintien en forme de la personne humaine.

## Vision juridique: le droit de la consommation
Même si les plus grands économistes (Adam Smith ou Jean-Baptiste Say notamment) s’accordent à faire du consommateur le premier destinataire, et même « l’unique but de toute production », il faut attendre la décennie 1960 pour voir apparaître, peu après la montée en puissance du mouvement consumériste américain, non seulement des lois de protection du consommateur mais aussi, en quelques années, une nouvelle branche du droit : le droit de la consommation.
Principes directeurs : Il existe une déclaration de l’Assemblée générale des Nations unies, dénommée « principes directeurs des Nations unies pour la protection du consommateur » (1999, UNCTAD). Ces principes directeurs énoncent les droits des consommateurs, inspirent les grands principes juridiques qui, désormais, organisent le droit de la consommation et s’imposent aux professionnels :
- Obligation générale d’information
- Obligation générale de sécurité
- Obligation générale de conformité
- Obligation générale de réparation des préjudices
- Obligation générale de loyauté et d’équilibre dans les contrats

Ces obligations, d’ordre public, pèsent à la fois sur les entreprises et les pouvoirs publics.
Origines : Il n’est pas contesté que « L’École de Montpellier » (un centre de recherche universitaire) et son fondateur, M. Jean Calais-Auloy (professeur émérite) est à l’origine de cette nouvelle branche du droit, en France, en Europe et même dans le monde. D’autres universitaires européens (Norbert Reich en Allemagne, Ewoud Hondius aux Pays-Bas, Geoffrey Woodroffe au Royaume-Uni, etc.) ont contribué à « l’européisation » de la matière qui, désormais, quoique portant encore la marque de la « méthode de Montpellier » est essentiellement façonnée par des textes (directives et règlements) d’origine communautaire.
Domaine – contenu : Constitué entre la fin des années 1970 et le début des années 2000, le droit de la consommation n’est pas encore bien délimité et des questions demeurent encore : faut-il y inclure les questions immobilières ? Les personnes morales, les professionnels, peuvent-ils l’utiliser pour se défendre ?
Quoi qu’il en soit de ces questions pour spécialistes l’École de Montpellier y intègre :
- Les règles relatives aux produits (alimentaires et non alimentaires) et aux services de consommation (banque, assurance, transports, etc.),
- Les règles relatives à la commercialisation (publicité, promotion des ventes) et aux contrats conclus par le consommateur (démarchage, vente à distance, clauses abusives, garantie, crédit…),
- Les sanctions des précédentes règles (pénales ou civiles), les actions en justice, y compris celles qui sont exercées par les associations de consommateurs (actions collectives et projet de « class action ») et les questions de surendettement.

Objectifs – Effets : Le droit de la consommation a pour objet d’une part la protection de la partie faible du contrat (ordre public de protection) et, d’autre part, l’équilibre global de l’économie de marché et des rapports concurrentiels (ordre public économique), car la consommation représentant 75 % de la demande (et donc du PIB) il est essentiel qu’elle joue son rôle de manière fluide et symétrique. C’est pour cela que, même si quelques milieux d’affaires le contestent pour la forme, le droit de la consommation est non seulement une matière essentielle mais encore une branche autonome du droit.
La récente crise des « subprimes » aux États-Unis, intégralement due à l’insuffisance de règles légales et, notamment, de droit de la consommation, apporte un démenti cinglant à ceux qui auraient facilement réduit les contraintes. Quant aux entreprises, elles appliquent le droit de la consommation pour ne pas être sanctionnées et intègrent dans le prix de revient – et donc le prix de vente finalement supporté par le consommateur – le surcoût que le respect de ces règles leur impose.
Toutefois, le volume considérable de ces lois protectrices des consommateurs impose aux entreprises une lourdeur de gestion qui les conduit à recourir aux services de juristes spécialisés et à une gestion adaptée.
Sources, textes, Code : Le droit de la consommation peut avoir une origine nationale (de moins en moins, sauf les sanctions), européenne (de plus en plus, sauf les sanctions) ou même, assez rarement, internationale. Certains pays se sont dotés d’un Code, soit complètement nouveau (le Brésil, qui s’est inspiré du « projet de code Calais-Auloy »), soit simple mais utile compilation de textes existants, dans un ordre supposé pratique. Ainsi du Code français de la consommation (mais aussi italien…). Toutefois la méthode de la compilation induit des difficultés d’application car ces textes, venus d’époques différentes, font apparaître des lacunes, des obscurités, des redondances ou même des contradictions.
Les instruments d’origine européenne qui constituent désormais la majorité du corpus de textes, font apparaître, eux-aussi, surtout lorsqu’ils émanent de Directives et non de Règlements, les mêmes difficultés, ces dernières compliquant encore les difficultés du droit national.
L’École de Montpellier a proposé non seulement un nouveau code français, cohérent, mais aussi un code européen (préférablement, pour des raisons tactiques, d’un usage limité aux seuls contentieux transfrontaliers européens).
Formation – Recherche : Il n’existe, en France – et même semble-t-il en Europe – qu’une seule formation pour des juristes spécialisés en droit de la consommation (à l’Université de Montpellier) dont les grandes entreprises, cabinets, administrations, associations de consommateurs, ont désormais besoin.
En consortium avec les Universités de Londres-Brunel, Barcelone, Bologne-Rimini et Timisoara, le Centre du droit de la consommation de Montpellier offre désormais, depuis octobre 2009, sous l’impulsion de la Commission européenne, une formation bilingue, sous quintuple sceau, le European Master in Consumer Affairs, plus orientée vers le management de la consommation.
La recherche en consommation continue dans le monde entier et la Chine commence à s’y intéresser car les règles de consommation peuvent, en parfaite conformité avec celles de l’OMC, conduire au rejet, retrait, rappel de marchandises non conformes. Les Nations unies (CNUCED, ONUDI, FAO, OMS) tentent de coordonner aussi bien la recherche et la réflexion que l’action (adoption dans les derniers pays qui n’en connaissent pas encore).

## Débat à propos de la consommation

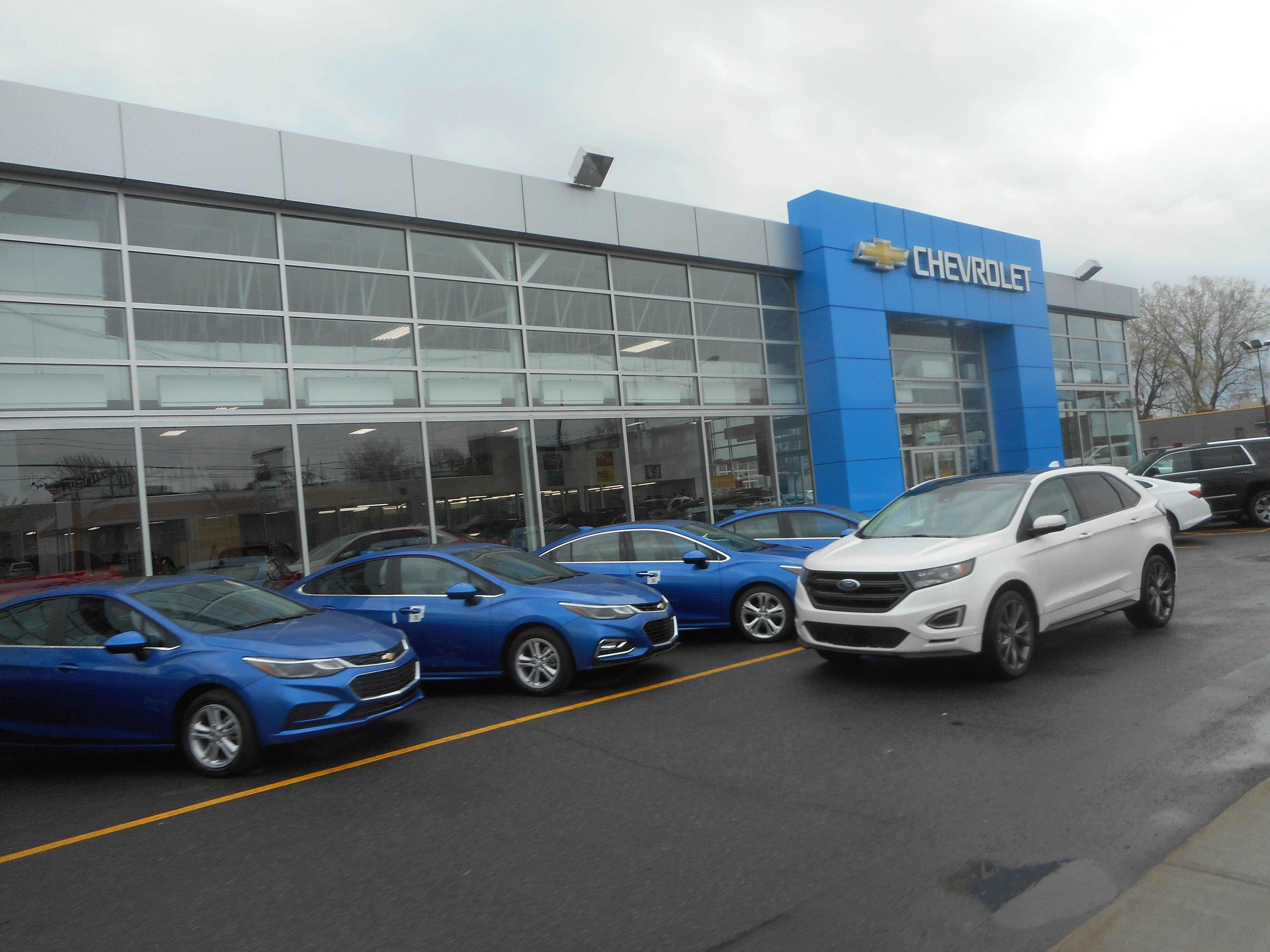
Concessionnaire Chevrolet à Montréal, Québec (2016)

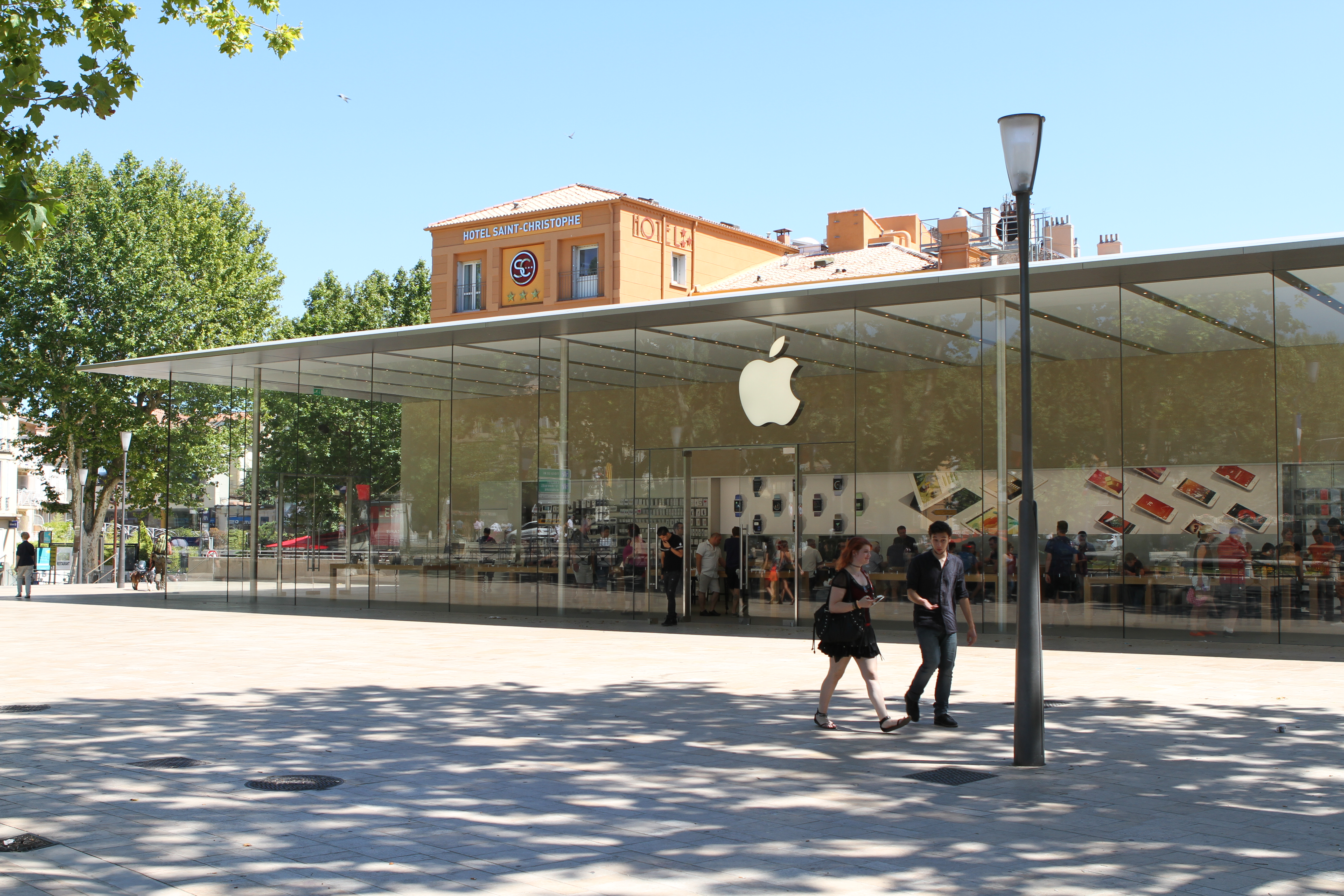
Apple store à Aix-en-Provence, Provence-Alpes-Côte d'Azur, France (2016)

### Mise en accusation de la consommation
Les progrès de la consommation dans les pays développés auraient abouti à constituer une véritable « société de consommation ». Dans cette perspective, la consommation cristallise une vision critique de la société moderne capitaliste et médiatique. Le court terme, la notion d'image et de possession, la publicité et le bruit médiatique seraient érigés en nouvelles valeurs, au détriment de l'humain, des relations sociales et de l'écologie.

#### Critique de la société de consommation

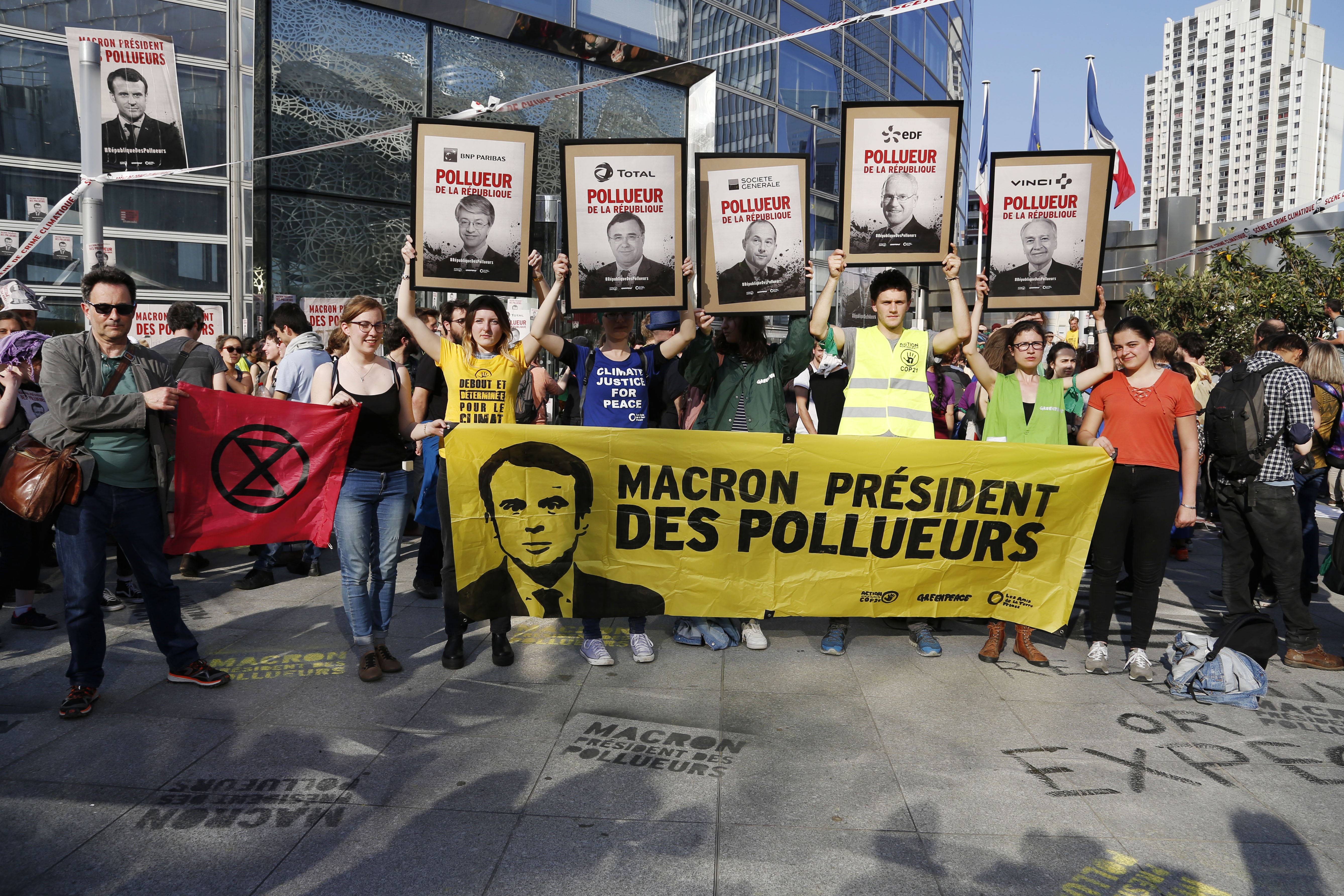
Activistes du mouvement Extinction Rebellion au quartier La Défense (Île de France) pendant l'action République des Pollueurs

Pour des auteurs comme Jean Baudrillard, la société de consommation désigne un ordre social et économique reposant sur la création et la stimulation systématiques d'un désir d'acheter dans des quantités toujours plus importantes des biens et/ou des services. Pour ce faire, la conception des biens produits tendrait à les rendre très spécifiques, moins durables (obsolescence programmée) et leur vente forcée par des efforts de promotion, de publicité ou de fidélisation excessifs. Ainsi l'offre en serait venue à dominer la demande et même la simple morale.

#### Autres analyses critiques
- Dans la théorie classique et notamment marxiste, la consommation est directement corrélée et donc dépendante du niveau de revenu disponible,
- L'analyse du phénomène de la consommation de masse, avec ses déterminants immatériels (la consommation comme facteur d'identité, l'influence de la publicité et des médias),
- la consommation ostentatoire de Thorstein Veblen,
- la domination symbolique de Pierre Bourdieu,
- la consommation « frugale » : Certaines enquêtes relativisent le postulat de la théorie classique selon lequel consommation et qualité de vie sont liées. Selon l'enquête Trend Observer 2008 de l'institut Ipsos, six français sur dix sont d'accord avec l'idée que, « pour améliorer la qualité de vie, il faut réduire la consommation »[14].

### Défense de la consommation
Un axe de défense de la consommation, repose sur l'idée qu'il s'agit d'une évolution naturelle et inéluctable des sociétés, issue du progrès technique ainsi que de l'enrichissement généralisé. Vue sous l'angle de la microéconomie, cette défense postule qu'une consommation croissante est le fruit du désir naturel de bien-être matériel de chaque individu.
La défense de la consommation repose également sur l'idée que cette décision individuelle, égoïste dans son principe selon le terme utilisé en sociologie de la consommation, abouti à l'enrichissement généralisé de la société. La consommation créé et maintient l'emploi, la hausse du niveau de vie, l'innovation et la créativité humaine, etc. Dans cette perspective, des phénomènes condamnés par la morale classique - le gaspillage, le superflu, l'éphémère, l'exploitation et la redondance - constituent en fait des moteurs du développement économique et de l'innovation.
D'un point de vue moral, la quête du superflu serait même l'une des caractéristiques qui distinguerait l'être humain de l'animal, limité dans ses attentes, besoins, envies et aspirations.
La société de consommation a également été présentée comme un élément positif d'un point de vue moral par opposition à d'autres modèles sociaux. La quête de biens matériels et leur possession permettant de canaliser les passions humaines dans des domaines d'où la violence (au moins physique) serait exclue. Par ailleurs, les citoyens des sociétés de consommation seraient moins enclins à désirer la guerre compte tenu de ce qu'ils auraient à perdre (biens, niveau de vie).

### Mouvements qui cherchent à rationaliser les pratiques de consommation

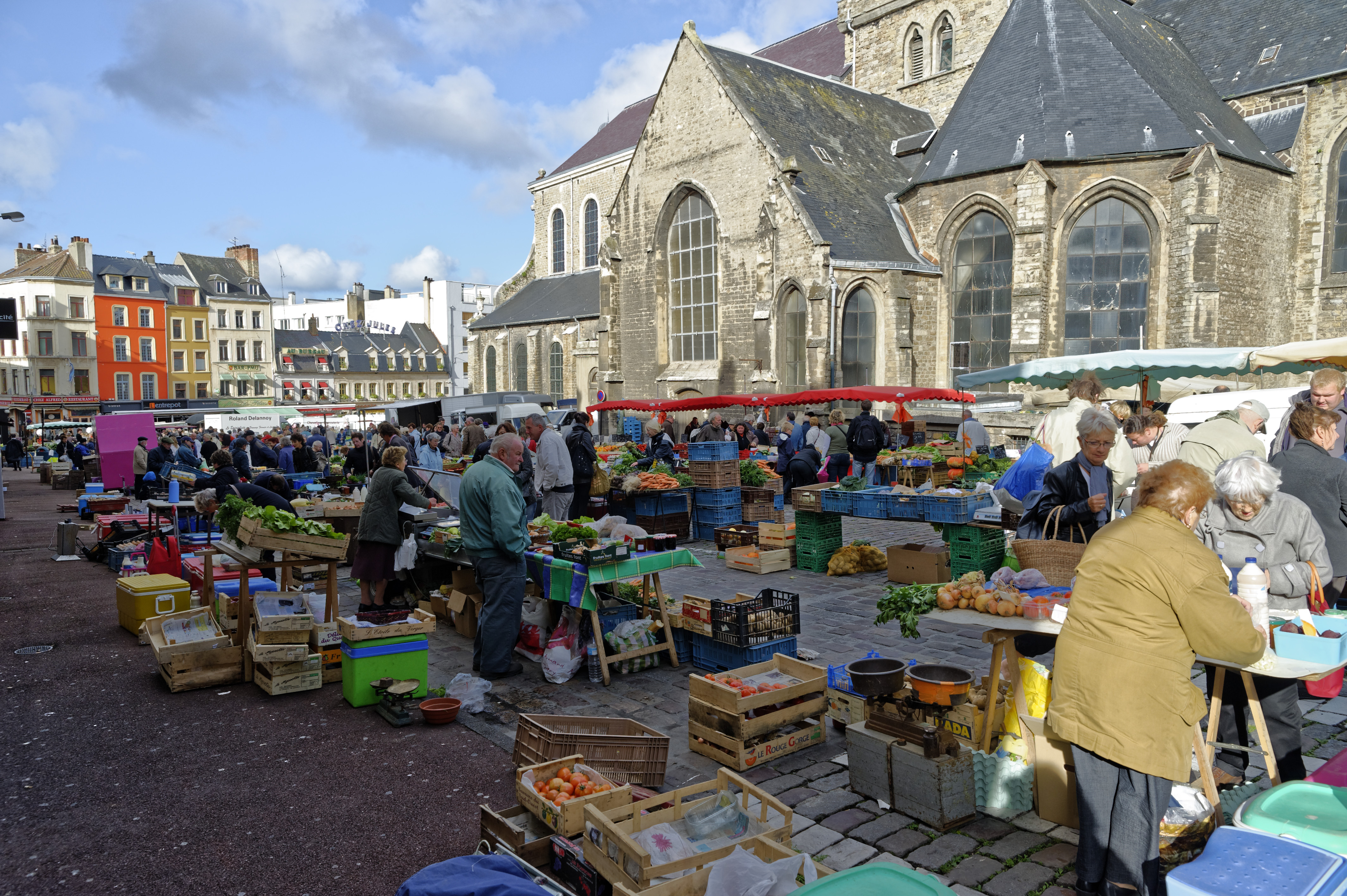
Les marchés paysans restent le moyen le plus direct de consommer localement. Ici à Boulogne-sur-Mer (France)

Il existe aussi des mouvements qui tentent de changer les pratiques de consommation : commerce équitable, consommation collaborative, achats groupés de légumes auprès du récoltant, troc.
Dans une plus large mesure, les politiques encourageant les produits bio, le tri des déchets et les transports moins polluant entrent aussi cette catégorie. On parle alors de consommation responsable dont l'impact sur les écosystèmes serait moins important. Citons également les associations de protection des consommateurs.
Certains sites sont engagés dans la défense de la consommation enracinée (locale, régionale ou nationale). Les sociétés qui produisent encore en France y sont recensées, les thèmes liés au fabriqué en France sont abordés largement, et les échanges entre professionnels ou particuliers sont facilités.
La critique de la consommation se réalise à plusieurs niveaux qui entraînent parfois des confusions :
- La défense du consommateur, dont le consumérisme, qui ne remet pas en cause la consommation elle-même, mais souhaite renforcer le pouvoir du consommateur face aux producteurs et aux distributeurs.
- La critique d'une consommation qui ne serait pas attentive aux modes de production ou aux conséquences de la production du bien consommé. Elle entraîne le développement des concepts de consommation solidaire (qui aide prioritairement les petits producteurs), de consommation durable (qui ne nuit pas à l'environnement), de consommation citoyenne, etc.

C'est dans cette perspective que rentre la consom'action (néologisme) ou consommation responsable est un phénomène socioculturel récent, principalement dans des milieux « alternatifs ». Il exprime l'idée selon laquelle on peut « voter avec son caddie » en choisissant à qui l'on donne son argent, en choisissant de consommer non plus seulement de manière consumériste, mais en tenant compte du « développement durable ».
- La critique de la surconsommation selon les termes parfois employés, voire du principe de la consommation matérielle elle-même. D'où les mouvements, d'anticonsommation, de simplicité volontaire, les attitudes d'ascétisme à motivation religieuse ou non, etc.